# Görlitzer Oldtimer Parkeisenbahn

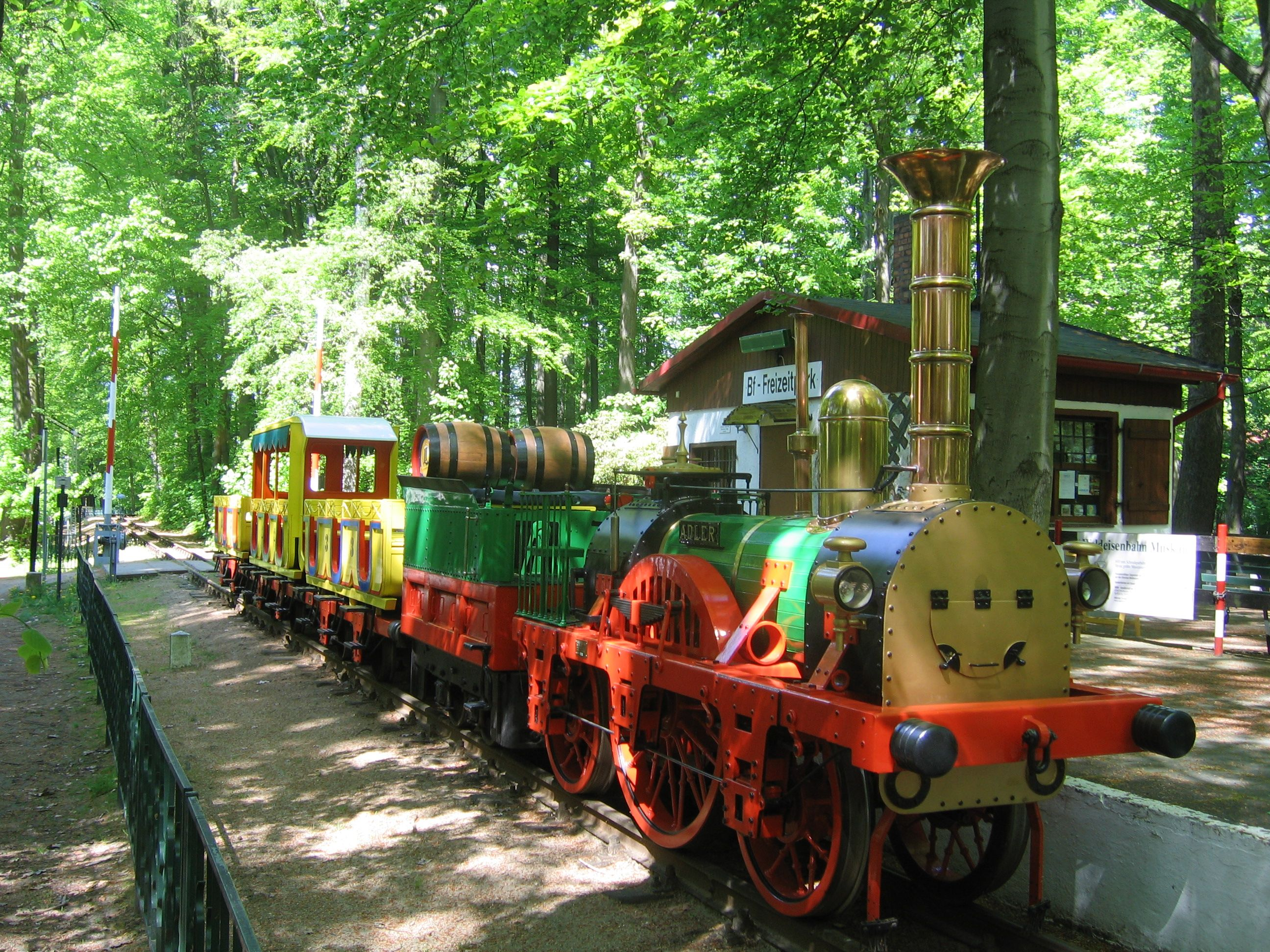
Der Zug

Die Görlitzer Oldtimer Parkeisenbahn entstand als Pioniereisenbahn 1976 in Görlitz auf Initiative Hans-Rüdiger Eulitz'.

## Geschichte
Bei der Errichtung der Bahn halfen über 80 Betriebe materiell und finanziell mit.  Die Lokomotive und die drei offenen und drei gedeckten Personenwagen wurden durch den Waggonbau Görlitz hergestellt. Am 1. Juni 1976 wurde die Anlage eröffnet.
Im Mai 1993 wurde die Bahn durch den gleichnamigen Verein, der 1991 gegründet worden war, übernommen. Sie wird seitdem von dem Verein betrieben.

## Aufbau
Errichtet wurde die Bahn in der Spurweite 600 mm. Die Strecke bildet ein angenähertes Oval, das in einem Park- und Waldgelände südöstlich der Görlitzer Innenstadt verläuft. Hinzu kommt ein Abzweig zu der Abstellanlage. Es gibt einen Haltepunkt für den Publikumsverkehr, den Bahnhof „Freizeitpark“.

## Fahrzeuge
Als Besonderheit gegenüber anderen Pioniereisenbahnen wurden für diese Bahn Fahrzeuge geschaffen, die der ersten deutschen Eisenbahn, der Ludwigseisenbahn von Nürnberg und Fürth, nachempfunden sind. So fährt die Eisenbahn noch heute.

## Pädagogischer Ansatz
In der Zeit der DDR wurde die Eisenbahn, wie alle anderen Pioniereisenbahnen in der DDR auch – außer in den für den Betrieb sicherheitsrelevanten Bereichen – von 5 bis 10 Kindern und Jugendlichen betrieben. Diesen pädagogischen Ansatz versucht der Trägerverein auch heute fortzusetzen. Es besteht aber ein Nachwuchsproblem.

## Denkmal
Im Park befindet sich das sogenannte Hühnerdenkmal zur Erinnerung an den Gründer der deutschen Rassegeflügelzucht, Robert Oettel.